# Kumandiner
Die Kumandiner sind ein indigenes Volk in Sibirien, das etwas mehr als 3000 Angehörige hat und hauptsächlich in der Republik Altai lebt.
Die Kumandiner sprechen eine Turksprache, die mit dem Uigurischen verwandt ist. Ihre Sprache ist vom Aussterben bedroht und wird nur noch von etwa 33 % als Umgangssprache benutzt.